# شینجو
شینجو (به لاتین: Xinzhou) یک شهر مرکزی در جمهوری خلق چین است که در شانشی واقع شده‌است.

## خصوصیات
شینجو ۲۵٬۱۸۰ کیلومترمربع مساحت و ۳٬۰۶۷٬۵۰۱ نفر جمعیت دارد.